# حلوى الأرز بوتان

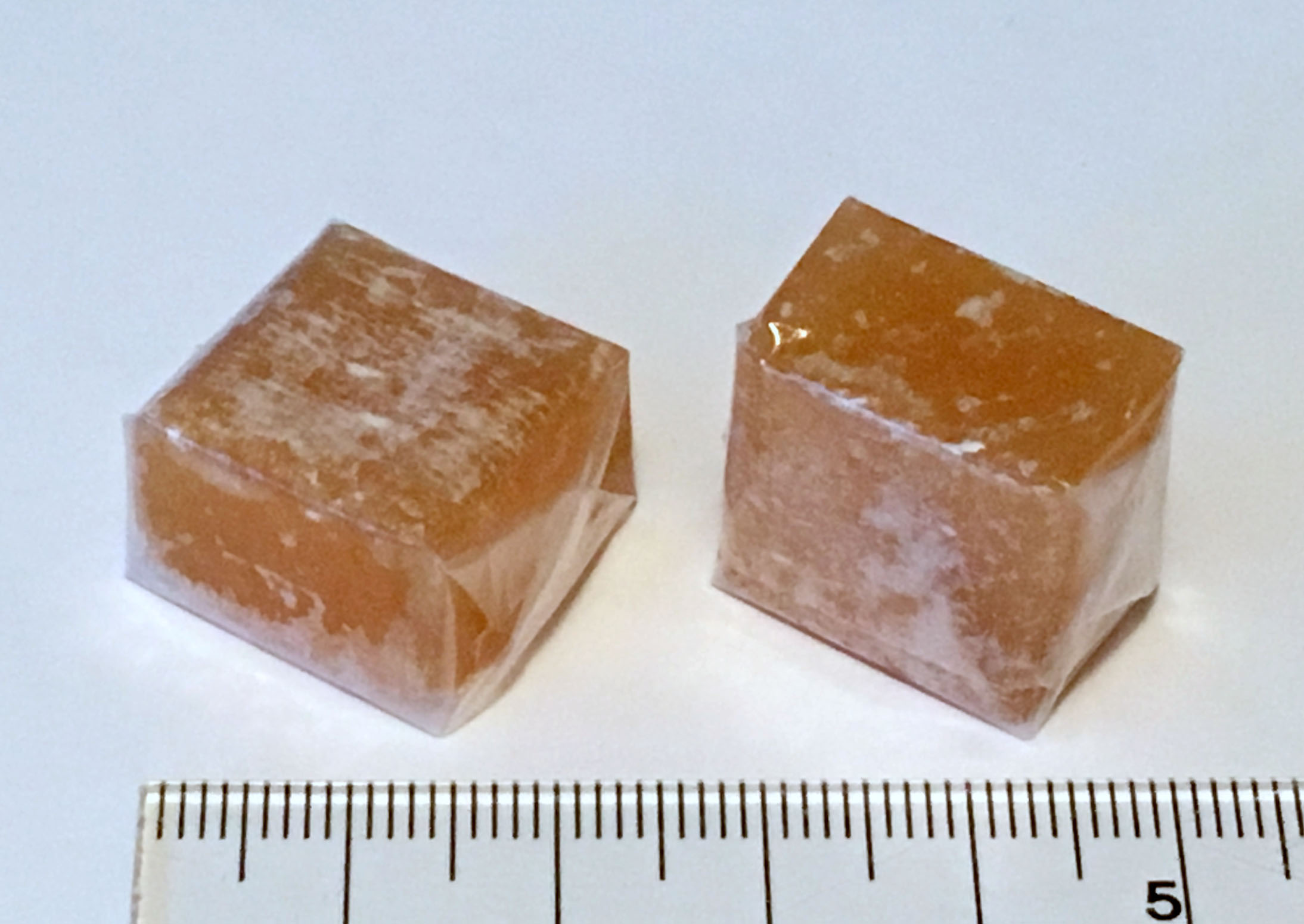
حلوة بوتان امي

حلوى الأرز بوتان هي علامة تجارية محددة لفئة حلوى يابانية تسمى بونتان امي (ボ ン タ ン ア メ) . البونتان امي هي حلوى يابانية لينة ، قابلة للمضغ ، بنكهة الحمضيات مع طبقة خارجية من ورق الأرز أو من الأوبلات . ورق الأرز يكون نقيًا وشبيهًا بالبلاستيك عندما يجف ، لكنه صالح للأكل ويذوب في الفم. اخترعت شركة ميجي سيكا هذه الحلوى في عام 1924. خلال هذه الفترة ، أصبحت الكثير من الحلويات ذات النمط الغربي شائعة في المجتمع الياباني ، وظهور هذا النوع من الحلوى يشبه عن قصد حلوى الكراميل على النمط الغربي. في اليابان ، تُباع هذه الحلوى على أنها داغاماشي ، أي حلوى أو وجبة خفيفة رخيصة يتم تسويقها لأطفال المدارس اليابانيين ، وغالبًا ما تكون بأحجام صغيرة مع عبوات ملونة زاهية مع ملصقات أو جوائز.
البونتان او (باللغة اليابانية ボンタン) هي تهجئة مختلفة للبوونتان او (باللغة اليابانية ブンタン), الكلمة اليابانية للبوملي والتي يشيع استخدامها كنكهة.

## ماركات أخرى
أنشأت شركة ميجي سيكا منتج بوتان امي الأصلي في عام 1924. يبيعون أيضًا بعض المتغيرات الأخرى مثل امي الأناناس . توموي امي هي ماركة أخرى من نفس الحلوى، بنفس المذاق والتعبئة والتغليف وإدخال الملصقات. الماركات الأخرى من البونتان امي تشمل الساتسومايمو و اليوروكوموموتشي, معناها الحرفي (ستة جنود من الموتشي) 

## اقرأ أيضا
- الدانجو

## روابط خارجية
- سيكا فودز
- معرض BRC نسخة محفوظة 6 يوليو 2022 على موقع واي باك مشين.
- Bontan ame على ويكيبيديا اليابانية